# ماريا ديميتروفا (منافسة ألعاب القوى)
ماريا ديميتروفا هي منافسة ألعاب القوى بلغارية، ولدت في 7 أغسطس 1976.

## وصلات خارجية
- ماريا ديميتروفا على موقع الاتحاد الدولي لألعاب القوى (الإنجليزية)
- ماريا ديميتروفا على موقع أوليمبيديا (الإنجليزية)